# ТЕП80
ТЕП80 (Тепловоз з Електричною передачею, Пасажирський, розроблений в 1980-х) — радянський дослідний пасажирський тепловоз, у 1988—1989 роках на Коломенському тепловозобудівному заводі збудовано 2 локомотиви.

## Конструкція
Кузов тепловоза суцільнонесний, з елементами панельного типу. Дахи з'ємні. В них розташовані фільтри, глушник, електричне гальмо та охолоджувач наддувного повітря. Чотиривісні візки утворені загальною жорсткою рамою і попарно збалансованими колісними парами, мають двоступеневе ресорне підвішування й індивідуальний опорно-рамний привод. Рама візка з кузовом, і колісні пари з рамою візка зв'язані за допомогою циліндричних пружин із включеними гідравлічними гасителями коливань.
На рамках візків тепловоза встановлені тягові електродвигуни ЕД-121ВУХЛ1 потужністю 4552 кВт, що живляться випрямленим струмом. На самому тепловозі встановлено тяговий генератор змінного струму ГС-519У2 і V-подібний чотиритактний двадцятициліндровий дизельний двигун 1Д49 (20ЧН26/26) потужністю 6000 к. с. при 1100 об/хв, оснащений двоступеневим турбонаддувом і дворазовим охолодженням наддувного повітря в повітряних охолоджувачах. Система охолодження двигуна примусова, закрита (високотемпературна), двоконтурна, шахтного типу із дворядним розташуванням секцій та гідростатичним приводом двох вентиляторів. Двигун і генератор поєднані в дизель-генераторний агрегат 2-10 ДГ.
На тепловозі наявна система підігріву теплоносіїв і система автоматичного регулювання гальмування й електропередачі. Також тепловоз обладнаний електричним реостатним гальмом потужністю гальмівних резисторів 4000 кВт. Крім цього, передбачена установка систем, заснованих на застосуванні мікропроцесорної техніки: система діагностики і управління тепловозом (СЦКДУ-Т), система комплексного регулювання та захисту тепловозного дизель-генератора (СКРЗД-1) і система централізованого контролю.

## Рекорд швидкості

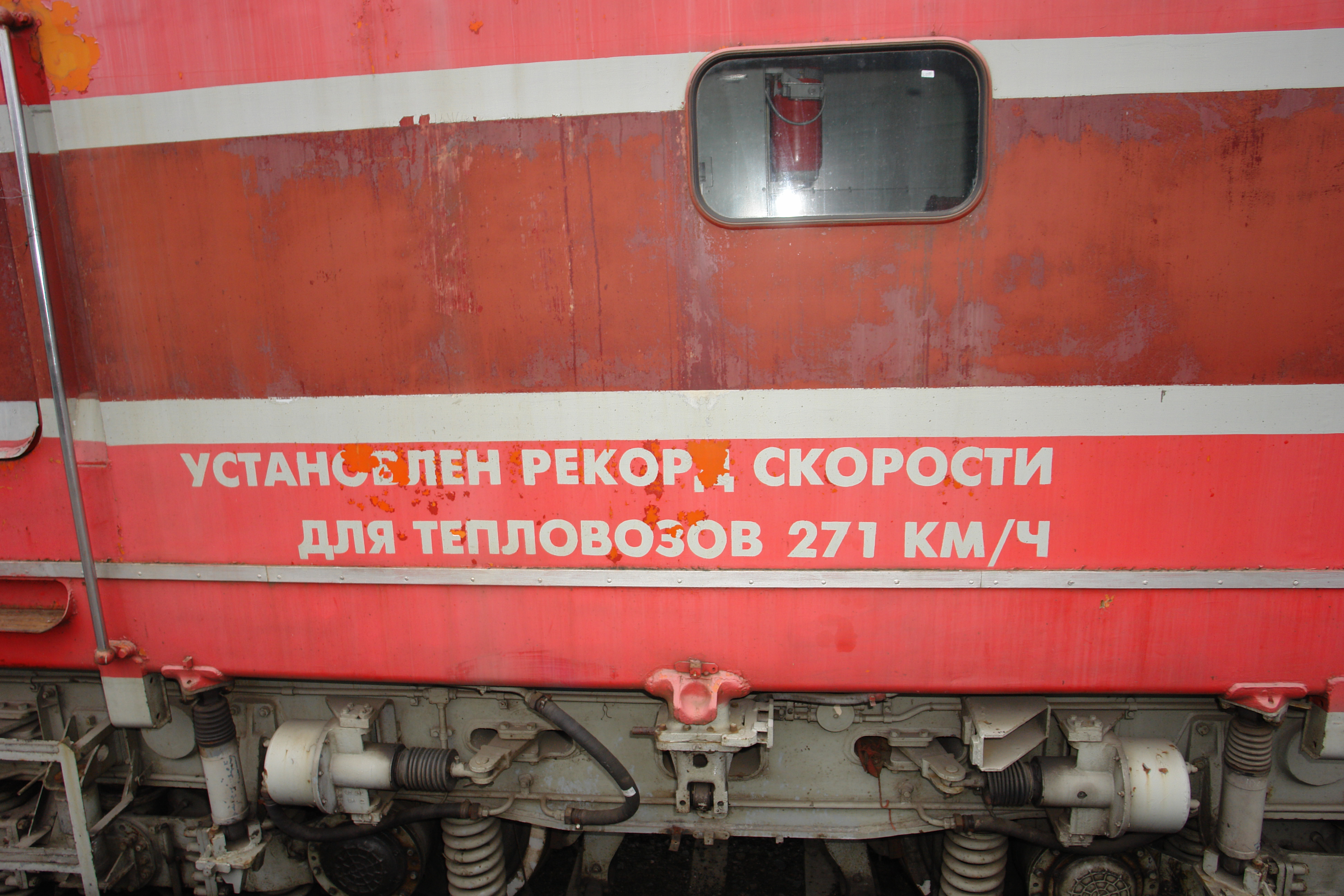
Пам'ятний запис на кузові локомотива про встановлення рекорду

5 жовтня 1993 року локомотив ТЕП80-0002, машиніст Манкевич  Олександр Васильович, досяг швидкості 271 км/год,  Рекорд не занесений до «Книги рекордів Гіннеса» і вважається заявленим виробником.

## Нинішній стан
Локомотив ТЕП80-0002, який досяг швидкості 271 км/год, з написом про це на кузові тепловоза, перебуває у музеї залізничного транспорту на колишньому Варшавському вокзалі Санкт-Петербурга.
Другий локомотив, також з пам'ятним написом, перебуває в Новосибірському музеї залізничної техніки.
Посилання
- Тепловоз ТЕП80(рос.)
- Тепловоз ТЕП80(рос.)